# О чувственном восприятии
«О чувственном восприятии» (др.-греч. Περὶ αἰσθήσεως καὶ αἰσθητῶν; дословный перевод — «О восприятии и воспринимаемом») — трактат Аристотеля, посвящённый теме чувственного восприятия, входящий в цикл «Малые сочинение о природе». Трактат состоит из семи глав.

## Содержание

### Глава I
Аристотель хочет рассмотреть то, что касается всех живых существ, то есть выяснить, какие действия свойственны им по отдельности и какие у них общие. Большинство состояний, которые являются общими и которые присущи только к некоторым живым организмам, относятся и к телу, и к душе. Основные состояния составляют пары: бодрствование и сон, молодость и старость, вдох и выдох, жизнь и смерть. Всё, что сказано выше, является общим для души и для тела. Ощущения чувственного восприятия возникают в душе посредством тела. У живых существ обязательно должна быть способность чувственного восприятия, ибо они живые, и каждому в отдельности сопутствует осязание и вкус. Обоняние, слух, зрение присущи всем: одним — в целях самосохранения, другим, у которых есть разумное начало, — в интересах блага. Из перечисленных способностей зрение является наиболее важным для жизни, а для ума наиболее важен слух, потому как речь является источником знания. Поэтому слепые более разумны, нежели глухие или немые, с рождения лишённые того или иного чувственного восприятия.

### Глава II
Далее Аристотель начинает рассуждать о природе тела. Так как чувственных восприятий пять, их сложно свести к четырём элементам, именно поэтому идут споры по поводу пятого. Все считают, что зрение происходит от огня, поскольку кажется, что при слиянии огня глаз движется. Это происходит в темноте. Однако не представляется возможным, чтобы человек, когда он не видит, пребывал в неведении. Отсюда следует, что глаз должен видеть самого себя, но в реальности этого не происходит. Аристотель приводит мнения других философов для того, чтобы подвергнуть их своей критике: «Эмпедокл считает, будто он видит потому, что исходит свет. Демокрит, говорит, с одной стороны, что зрение — вода, говорит прекрасно, а когда окажется, что зрение кажется отражением, говорит неудачно. В самом деле, с одной стороны, правда, что зрение — вода, поскольку оно прозрачное. Поэтому зрачок и глаз причастны к воде». Философ говорит, что необходимо соединить каждый из органов восприятия с одним из элементов. Орган зрения — с водой, орган восприятия шумов — с воздухом, орган обоняния — с огнём, орган осязания — с землёй.

### Глава III
В данной главе Аристотель объясняет природу света и цвета. Свет, природой которого является прозрачное, достигая своего предела прозрачного в телах, создаёт цвет. Свет наступает тогда, когда «нечто огневидное» появляется в прозрачном. Когда «огневидное» отсутствует, наступает тьма.
Прозрачное — то, что не относится ни к воде, ни к воздуху, но содержится в них, а также в других телах, не имея возможности существовать само по себе. Его наличие в каждом предмете разное. Можно сказать, что прозрачное присутствует во всех телах, потому как мы можем различать цвета. Между тем прозрачное не бесконечно, а предельно, то есть имеет границы своего наличия в телах. Цвет — это предел прозрачного в ограниченном теле. У тел прозрачных, например, у воды, имеется свой цвет. Различное ощущение цвета с разного расстояния обусловлено неопределённостью границ цвета. Все цвета возникают из черного и белого.
Цвета разделяются на чистые цвета (упорядоченные) и сочетания цветов (неупорядоченные). Упорядоченными Аристотель называет цвета, идущие по порядку, как числа. Неупорядоченные возникают благодаря сочетанию чистых цветов, поэтому их нельзя подчинить порядку чистых чисел. Цвета также возникают благодаря наложению одного цвета на другой с различной прозрачностью, что приводит к получению в результате нового цвета. Из-за слишком близкого расположения цветов друг с другом мы не можем определить величину каждого из цветов, а также время, за которое цвета двигаются, нами не улавливается, и поэтому у нас происходит ощущение, что эти цвета являются единым самостоятельным цветом.
Аристотель также объясняет и смешение цветов. Он говорит, что они не сливаются в единую субстанцию. Мельчайшие частицы одного цвета встают рядом с мельчайшими частицами другого.

### Глава IV
Аристотель ставит себе цель объяснить понятия «обоняние» и «вкус». Вкус мы ощущаем лучше, нежели запах, потому как способность обонять среди всех животных у человека самая слабая (однако способность осязать является сильным качеством человека).
Аристотель критикует мнение Эмпедокла о многообразии вкуса соков. Эмпедокл полагал, что вода, которая сама по себе безвкусна, обладает элементом многообразия и отдаёт его остальным жидкостям, которые содержатся в телах (например, в плодах) на жидкой основе. Аристотель возражает, говоря, что материя жидкостей должна быть такова, чтобы из нее возникало все многообразие всевозможных семян соков. Соки получают разный вкус в зависимости от изменения внутри оболочки плода, а не потому, что получают определённые свойства из воды, которая питала растение. Плод будет сочным и сладким, если его сорвать во время полного созревания, будет кислым и сухим, если дождаться испарения влаги внутри и гниения перезрелого плода.
Сок — это наличие или отсутствие питательного в нём. Живое существо предпочитает питаться сладкой пищей, ибо она имеет большую питательность. Солёный и острый вкус могут «примешаться» ко вкусу в качестве приправы. Всё, воспринимаемое органами чувств, имеет свою противоположность. Так, например, сладкое будет противоположно горькому. Солёное, острое, кислое и другие противоположны сладкому по питательности, ибо имеют меньшую насыщенность. Аристотель даёт следующее определение вкусу: вкус — претерпевание, возникающее во влажном под воздействием сухого, перешедшее из возможности в действительность. Вода, по его мнению, имеет самую маленькую плотность среди жидкостей, потому как при нагревании не приобретает плотность (не становится гуще и не меняет своё агрегатное состояние), а испаряется.
Аристотель указывает на ошибку в рассуждениях Демокрита и других физиологов. Они считают, что всё, что доступно чувственному восприятию, осязаемо. Аристотель говорит, что есть некоторые категории описания ощущений, которые присущи каждому органу чувств. Однако нельзя настолько обобщать осязание. Но они не ошиблись в правильном определении отдельного воспринимаемого к каждому органу чувств (цвет относится к зрению, шум и звуки к слуху).

### Глава V
В пятой главе трактата Аристотель рассматривает природу восприятия запахов, которые, по его представлению, существуют в среде в форме сухого: «Если предположить, что и воздух, и вода влажные, то, пожалуй, получится, что природа благоухающего в жидкости сухого, — пишет Аристотель, — будет запахом и то, что можно нюхать, такого рода», из чего следует, что запах может существовать как в воздушном, так и в водном пространстве. Поскольку элементы в чистой их форме нельзя обонять, становится ясно, что запах свойственен определённым смесям, поэтому запах — явление, существующее во влажно-воздушной среде, сравнимое с соками: «то же самое, что в воде сок, то в воздухе и воде — запах». На основании этого можно говорить, что запах является свойством не какой-либо одной материи, но находится на границе влажного и воздушного, существует внутри этой середины.
Далее Аристотель говорит о видах обоняния. Первый вид запахов «аналогичен вкусовым ощущениям», так что одни запахи «привходящим образом доставляют приятное и неприятное, поэтому являются общими для всех живых существ». Другой вид запахов приятен сам по себе, из-за чего, при обилии этих запахов в пище и напитках, люди «принуждаются к этому привычкой к удовольствию». С одной стороны, способность воспринимать запахи свойственна человеку, с другой стороны, поскольку обоняние аналогично вкусовым ощущениям, и всем другим живым существам, однако способность различать приятные запахи по их вкусовым ощущениям является свойством только человеческого мозга. Функция такого обоняния заключается в поддержании здоровья человека, ведь «у него нет другого дела, кроме этого».
Восприятие подобных запахов человеком обусловлено тем, что человек «имеет самый большой и самый влажный мозг в сравнении с остальными живыми существами». Другие живые существа, обладая отличными от людей характеристиками, ограничены в своём чувственном восприятии одними видами, в то время как человек способен к восприятию обоих видов. Лишённые способности к дыханию существа не обладают обонянием совершенно, из чего становится ясным, что Аристотель связывает обоняние именно с деятельностью дыхательной системы живых существ.
Живые существа, обладающие одним видом чувственного восприятия запаха, не способны испытывать отвращения к зловонным предметам, если те не угрожают им жизни, в то время как человек, обладающий двумя видами обоняния, воспримет зловонный запах остро. Животные не способны воспринять зловоние, «если только что-нибудь не присоединится к вкусу или к их пище».
Чувственное восприятие, связанное с обонянием, — среднее между осязательными (осязанием и вкусом) и чувственными восприятиями (зрение и слух). «Поэтому обладание запахом есть некое изменение в питательных началах, а они в осязательном роде, а также изменение слышимого и видимого, поэтому и в воздухе, и в воде можно обонять». Из этого следует, что обладание запахом присуще как осязаемому, так слышимому и прозрачному. «Обладание запахом будто бы есть некое погружение сухого в воду или жидкость и как будто похоже на стирку».
Дальше Аристотель критикует представление пифагорейцев, подозревающих, что «некоторые живые существа питаются запахами». Утверждая, что пища употребляется одними органами, а запах — другими, и поэтому запах, не имеющий питательной насыщенности, но являющийся чем-то привходящим, не может способствовать насыщению. «Однако что оно (обоняние) способствует здоровью, ясно как на основании самого чувственного восприятия, так и на основании сказанного, так что то, чем является сок в питательном для принимающего пищу, тем же для здоровья является обладающее запахом».

### Глава VI
В шестой главе Аристотель приходит к рассуждению о том, «всё ли тело целиком делится до бесконечности и неужели все изменения состояния чувственно воспринимаемы». Изменения состояния связаны с приведением в движение чувственного восприятия благодаря его способности «приводиться в движение», что делает необходимым деление чувственного восприятия до бесконечности и восприятие всякой чувственно воспринимаемой величины. В ином случае восприятие как таковое становится невозможным. Воспринимаемые вещи сами по себе не являются умопостигаемыми, поскольку ум постигает абстрактное лишь посредством чувственного восприятия. Существование чувственно невоспринимаемых величин, по Аристотелю, невозможно.
Чувственно воспринимаемое всегда имеет свою противоположность: в цвете, например, противоположностью белого является чёрное, во вкусе горькое противопоставляется горькому. Поскольку противоположность суть крайность, а крайность — понятие абсолютное, то крайности являются границами, внутри которых заключено основное содержание. Из этого становится ясным, что чувственно воспринимаемые величины всегда ограничены. «Сплошное делится на бесконечное число неравных частей и на конечное — равных, между тем как то, что само по себе непрерывным не является, делится на ограниченное число видов». Претерпевания как виды всегда включают в себя непрерывность, одно — в возможности, другое — в действительности. Например, мы можем услышать звук, но прежде, чем он дойдёт до нашего слуха, пройдет очень маленький отрезок времени, который мы можем и не заметить.
Все ощущения — это претерпевания, которые существуют благодаря движению различных тел. Мы слышим, обоняем, чувствуем вкус и предметы потому, что предмет или явление двигалось (или изменялось) рядом с нами, воздействуя на наши органы чувств. Однако к зрению это не относится, ибо свет воздействует на зрение везде.

### Глава VII
В этой главе речь пойдёт о чувственном восприятии, рассудительности и познании. Большинство людей предпочитает рассудительность и познание. Если человек высоко ценит какой-то предмет из-за определённого свойства, то он (человек) пожелает иметь то, в чём это свойство проявляется в большей степени. Истинное мнение, в силу своей причастности к истине, подобно рассудительности. Однако причастность к истине в большей мере присуща рассудительности. Отсюда следует, что рассудительность будет более предпочтительна, чем обладание истинным мнением.
Жизнь отличается от не-жизни наличием чувственного восприятия. Без способности к чувственному восприятию невозможно жить, так как жизнь воспринимается через ощущения. Среди всех способностей чувственного восприятия зрение отличается тем, что является самым ясным источником познания. Другие же ощущения позволяют познавать жизнь благодаря нашему телу, например, слух распознает шумы с помощью ушей. Из этого становится ясным, что основным источником познания через чувственные восприятия тела является душа. Среди чувственных восприятий способность видеть является самой предпочтительной и почитаемой, но более предпочтительной, чем зрение и сама жизнь, является рассудительность, так как в её власти находится истина. Таким образом, все люди стремятся быть рассудительными, а любящие жизнь любят рассудительность и познание. Люди ценят жизнь из-за возможности познавать её благодаря чувственному восприятию, особенно с помощью зрения, так как оно даёт знание, схожее с истинным знанием.